# Alexandr Alexandrovič Novikov
Alexandr Alexandrovič Novikov (6.jul./ 19. listopadu 1900greg. – 3. prosince 1976) byl velitelem sovětského letectva během druhé světové války, dosáhl hodnosti hlavního maršála letectva.

## Život

### Mládí
Narodil se v Krjukovu v Kostromské oblasti v chudé rolnické rodině, s dobrým prospěchem vychodil základní školu, vystudoval učitelský ústav a nastoupil jako učitel v základní škole v Peševu. V roce 1917 začal studovat agronomii při Polytechnickém institutu v Ivanovu, ale studium musel kvůli hmotné nouzi své rodiny přerušit.

### Občanská válka
Zuřila občanská válka a tak byl Novikov v roce 1919 povolán do Rudé armády, konkrétně k 27. privolžskému pluku do Nižního Novgorodu a protože se osvědčil, byl o rok později poslán do velitelského kurzu. V témže roce se stal i členem Komunistické strany. Po jeho absolvování sloužil jako zástupce velitele pluku u 43. střelecké divize 7. armády u Petrozavodsku, odkud byl převelen přesně v době vypuknutí vzpoury námořníků v Kronštadtu ke 128. střelecké brigádě v Petrohradu. Po počátečních neúspěšných pokusech byl k jejímu potlačení povolán Michail Tuchačevskij. Novikov byl načas od brigády odvelen do jeho štábu a zodpovídal za průzkum v jednom ze sektorů. Po ukončení bojů v březnu 1921 se ke 128. brigádě vrátil.

### Meziválečná léta
V listopadu 1921 byl Novikov přijat do zdokonalovacích kurzů velitelského sboru „Výstřel“. Zde se poprvé dostal na palubu letadla, což mu učarovalo. Požádal o přijetí do Žukovského institutu inženýrů Rudého letectva, ale kvůli zrakovým problémům nebyl přijat. Místo toho byl po absolvování akademie odvelen do Batumi a posléze roku 1923 do Tbilisi, kde sloužil ve velitelských funkcích v Kavkazské vojensko-politické škole Rudé armády. Oženil se zde a počal syna. Roku 1924 se účastnil potlačování Čolokašviliho povstání a o tři roky později nastoupil na Frunzeho vojenskou akademii. Po jejím absolvování byl odvelen do Smolenska jako velitel průzkumu u 11. střeleckého sboru. Zde dostal mimo jiné za úkol studovat pro potřeby průzkumu letecké operace u štábu oblastních leteckých sil.
Odtud se mu roku 1932 i přes zrakové problémy podařilo dostat se k letectvu a nastoupil jako náčelník štábu u 450. letecké brigády ve Smolensku, kde se naučil létat na stíhacích letadlech. V roce 1935 mu zemřela žena Milica na tuberkulózu a nechala mu tři malé děti. Téhož roku začal fyzicky sloužit na bojových strojích, konkrétně jako velitel lehké bombardovací eskadry v Soči. V letech 1937 a 1938 se Novikova okrajově dotkly stalinské čistky. Byl vyloučen z komunistické strany a načas byl zbaven velení a hodnosti. Naštěstí pro něj nic horšího. Poté nastoupil jako náčelník štábu leteckých sil Leningradského vojenského okruhu.

### Zimní válka
Během zimní války proti Finsku na přelomu let 1939 a 1940 si polní velitelé stěžovali na nedostatečnost leteckého průzkumu. Tyto stížnosti padaly na Novikovovu hlavu, přesto, že se průzkumných letů často účastnil i sám osobně. Na jeho kariéře se to ale příliš neodrazilo a v roce 1940 se stal velitelem leteckých sil Leningradského vojenského okruhu.

### Velká vlastenecká válka
Po napadení Sovětského svazu nacistickým Německem 22. června 1941 organizoval Novikov leteckou obranu Leningradu a přístupů k němu jak se dalo a hlavně z čeho se dalo. Po vytvoření tří vrchních velitelství směrů v červenci se stal velitelem letectva severozápadního směru. Zůstal jím i po nahrazení Vorošilova Žukovem. Po uzavření blokády Leningradu organizoval kromě letecké obrany města vzdušný zásobovací most a letecké krytí cesty přes zamrzlé Ladožské jezero.
V únoru 1942 byl odvolán z Leningradu a jmenován zástupcem velitele letectva Pavla Žigareva, přičemž jeho hlavní náplní práce mělo být organizování leteckých rezerv. Nejprve ale plánoval letecké operace v rámci Žukovovy zimní ofenzívy, přičemž osobně před Stalinem kritizoval rozdělení leteckých sil na armádní a frontové, což znemožňovalo vytváření větších bojových uskupení. Poté v březnu koordinoval letecké síly při společném útoku Leningradského a Volchovského frontu při prorážení blokády Leningradu, přičemž se stal prvním leteckým důstojníkem, který tuto činnost prováděl pro dva fronty najednou. Současně dostal za úkol zlikvidovat vzdušné zásobování německých vojsk obklíčených v děmjanském kotli. Nechal zde těžce naložené Junkersy Ju 52 napadat bitevními Šturmoviky, což je jeden z příkladů jeho novátorství, kterým začal být všeobecně známý.
Ještě téhož roku byl povýšen a jmenován vrchním velitelem vzdušných sil a náměstkem lidového komisaře obrany pro letectvo. Zaměřil se na nové typy letadel, dosáhl zrušení oddělených frontových a armádních letectev a zavedl samostatné vzdušné armády nepodřízené pozemním silám. Postupně také provedl reorganizaci rezervních sil, aby jejich nasazování bylo koordinované. Při zhroucení jižní fronty a po německém postupu ke Stalingradu byl Novikov pověřen přímým řízením leteckých operací v tomto prostoru. Po obklíčení německých jednotek se mu postupně podařilo přerušit letecký zásobovací most. 17. března 1943 byl povýšen na maršála letectva, čímž se stal prvním držitelem této hodnosti. Při bitvě v Kurském oblouku spolu se Žukovem odpovídal za koordinaci leteckých a pozemních sil. Koordinace podobného typu při velkých ofenzívách pak byly až do konce války jedním z jeho hlavních úkolů. Při útoku na Smolensk donutil Němce stáhnout část vojsk z hlavního útočného směru tím, že záměrně nechal bombardovat falešné cíle. V květnu 1944 byl na nějaký čas opět poslán na sever, kde měl zorganizovat bombardování Finska právě žádajícího o příměří. Chtěl k tomu využít i bombardéry Boeing B-29 Superfortress z uvažované dodávky z USA, ze které ovšem nakonec sešlo. Po návratu zpět na hlavní bojiště velel sovětským leteckým silám až do konečné porážky Německa. Poté se v Moskvě účastnil příprav bojových operací proti Japonsku na Dálném východě.

### Po druhé světové válce
Po skončení války čekala Novikova práce s přicházejícím věkem tryskových motorů. V únoru 1946 byl ale v rámci další vlny čistek zatčen, zbaven hodnosti a vyznamenání a vyslýchán Abakumovem. Odsouzen byl na pět let, ale ve vězení si pobyl o rok více. V roce 1953 po Stalinově smrti byl rehabilitován a stal se zástupcem velitele leteckých sil a velitelem dálkových bombardérů. Nástup Chruščova a jeho záliba v raketách znamenaly Novikovův odsun a odchod do výslužby roku 1956. Do roku 1967 řídil Vysokou školu civilního letectva, přičemž od roku 1959 vyučoval i vojenské piloty. Zemřel 3. února 1976.